# یواس‌اس ساندا (۱۹۱۷)
یواس‌اس ساندا (۱۹۱۷) (به انگلیسی: USS Sanda (1917)) یک کشتی بود که طول آن ۳۶ فوت ۲ اینچ (۱۱٫۰۲ متر) بود. این کشتی در سال ۱۹۱۷ ساخته شد.